# Столяр, Абрам Аронович
Абрам Аронович Столяр (бел. Абрам Аронавіч Столяр; 20 февраля 1919, Тарутино, Бессарабия — 6 мая 1993, Москва) — белорусский советский педагог-методист, известный работами по проблемам развития логического мышления школьников. Доктор педагогических наук (1970), профессор. Заслуженный работник высшей школы Белорусской ССР.

## Биография
Родился в колонии Тарутино на юге Бессарабии, только что аннексированной Румынией (ныне Одесская область Украины). После окончания мужского лицея в Четатя-Албэ поступил в Высшую политехническую школу в Бухаресте, но после присоединения Бессарабии к СССР в 1940 году был вынужден прервать занятия и вернуться к родителям. 
С началом Великой Отечественной войны вместе с родителями был эвакуирован в Среднюю Азию, где начал работать учителем математики в средней школе. Продолжил обучение на заочном отделении Бухарского педагогического института, который окончил в 1947 году. С 1948 года был старшим преподавателем в Саратовском военно-морском подготовительном училище, где преподавал логику; в 1951 году защитил кандидатскую диссертацию по теме «Воспитание логического мышления у учащихся на уроках математики».
С 1950 года работал учителем математики в средней школе № 11 города Могилёв, затем стал ассистентом, заведующим кафедрой и, наконец, проректором по учебной работе Могилёвского государственного педагогического института. 
В 1960 году по его инициативе была организована юношеская математическая школа при Могилёвском пединституте.
Докторскую диссертацию по теме «Логические проблемы преподавания математики» защитил в 1970 году. В 1979 году возглавил организованную им при институте научно-исследовательскую лабораторию обучения и умственного развития детей дошкольного и младшего школьного возраста, где были разработаны первый учебник математики для подготовительных классов детского сада («Математика 0») и программа по математике для начальной школы. В 1992 году переехал в Москву, где последний год жизни работал в Московском педагогическом институте.

## Научная деятельность
Автор монографий «Элементы математической логики» (М.: Просвещение, 1964), «Логические проблемы преподавания математики» (Минск: Вышэйшая школа, 1965), «Элементарное введение в математическую логику» (М.: Просвещение, 1965), «Логическое введение в математику» (Минск: Вышэйшая школа, 1971), «Основы современной школьной математики» (с Н. М. Рогановским, Минск: Вышейшая школа, 1975), «Современные основы школьного курса математики» (в соавторстве, М.: Просвещение, 1980), «Методы обучения математике: некоторые вопросы теории и практики» (в соавторстве, Минск: Народная асвета, 1981), «Как математика ум в порядок приводит» (Минск: Вышэйшая школа, 1981), «Методические указания к учебному пособию „Математика 0“» (в соавторстве, Минск: Народная асвета, 1982), «Методика преподавания математики в средней школе: Общая методика» (в соавторстве, М.: Просвещение, 1985), «Сколько сторон у поверхности: Беседы со старшеклассниками» (с Е. В. Коробёноком, Минск: Народная асвета, 1985), «Педагогика математики: учебное пособие для физико-математических факультетов педагогических институтов» (третье издание, Минск: Вышэйшая школа, 1986), «Зачем и как мы доказываем в математике: Беседы со старшеклассниками» (Минск: Народная асвета, 1987), «Методика начального обучения математике» (с соавторами, Минск: Вышэйшая школа, 1988), «Что такое алгоритм?: Беседы со старшеклассниками» (с Ю. А. Макаренковым, Минск: Народная асвета, 1989), «Давайте поиграем: Математические игры для детей 5—6 лет» (М.: Просвещение, 1991), «Теории и технологии математического развития для детей дошкольного возраста» (в соавторстве, М.: Детство-Пресс, 2008). Им были также разработаны развивающие игры для детей дошкольного и раннего школьного возраста.